# Rafał Strent
Zygmunt Rafał Strent (ur. 1943 w Łucku) – polski malarz i grafik.

## Życiorys
We wczesnym dzieciństwie w 1946 roku wraz z rodziną został wysiedlony z Wołynia na Dolny Śląsk. Do szkoły podstawowej uczęszczał w Gryfowie Śląskim, gdzie w lokalnej księgarni zetknął się z twórczością swoich przyszłych profesorów: Aleksandra Kobzdeja i Haliny Chrostowskiej. Następnie rozwijał swoje zainteresowanie sztuką dzięki niemiecko- i francuskojęzycznym albumom w miejskiej bibliotece. W 1966 rozpoczął studia w warszawskiej Akademii Sztuk Pięknych. Dyplom z malarstwa uzyskał w 1972 u Aleksandra Kobzdeja, a z grafiki u Haliny Chrostowskiej. W 1973 rozpoczął pracę na Wydziale Grafiki, a w 1991 uzyskał tytuł profesorski. W czasach PRL-u angażował się w działalność opozycyjną. W 1984 uczestniczył w manifestacji antykomunistycznej w Paryżu w obronie siedmiu działaczy „Solidarności”. Był przewodniczącym „Solidarności” na ASP. Miał ok. 80 wystaw indywidualnych i uczestniczył w ok. 350 wystawach zbiorowych. Za swoją działalność otrzymał m.in. Srebrny i Złoty Medal „Zasłużony Kulturze Gloria Artis”.